# الدوري الكولومبي لكرة السلة
الدوري الكولومبي لكرة السلة هو دوري كرة سلة للمحترفين في كولومبيا تأسس في 1988 يلعب فيه 12 فريقاً. يعتبر فريق بوكاروس دي سانتاندر هو الأكثر تتويجا باللقب.

## أبرز الفرق
- بوكاروس دي سانتاندر
- جريروس دي بوغوتا

## وصلات خارجية
- الموقع الإلكتروني